# Postdeich
Der Postdeich ist ein am Rhein gelegener Deich in Wesel-Bislich. Er gilt als ältester bestehender Deich am Niederrhein.

## Geografie
Der Postdeich verläuft in rund 150 Metern Abstand zum Rheinufer und liegt südwestlich des Dorfkerns von Bislich im Bereich der Bauerschaft Marwick. Er beginnt im Westen am Restaurant Fährhaus in unmittelbarer Nähe der Anlegestelle der zwischen Bislich und Xanten verkehrenden Personenfähre Keer Tröch. Der Postdeich ist Teil des Naturschutzgebiets Droste Woy, Rheinaue zwischen Wesel und Bislich und zeichnet sich durch Artenreichtum besonders in Form verschiedener Blumenarten aus.

## Geschichte
Angelegt wurde der Postdeich vor über 200 Jahren. Durch die damals übliche Bauweise besteht er überwiegend aus Backsteinen, die auf die Böschung gepflastert wurden. Den Namen Postdeich erhielt er, weil er Teil einer von Postreitern genutzten Route war. 1855 kam es am Niederrhein zu einem schwerwiegenden Hochwasser, bei dem nahezu alle vorhandenen Deiche brachen, wohingegen der Postdeich standhielt. Aufgrund eines Deichbruchs an anderer Stelle wurde Bislich dennoch überflutet. Weil der Postdeich damals nicht brach, gilt er heute als ältester Deich am Niederrhein, der in seiner historischen Form bestehen geblieben ist. 1858 wurde in unmittelbarer Nähe des Deichs die antike Bronzestatue Lüttinger Knabe von Bislicher Fischern entdeckt. Aus heutiger Sicht ist der Postdeich für den Hochwasserschutz nicht mehr von Bedeutung.